# Міст через Ояпок
Міст через Ояпок (фр. Pont sur l'Oyapock, порт. Ponte sobre o rio Oiapoque) — вантовий міст через річку Ояпок на кордоні між Францією і Бразилією; сполучає місто Ояпокі в Бразилії і місто Сен-Жорж у Французькій Гвіані. Це перший в історії Французької Гвіани прикордонний перехід, що сполучає її з сусідньою країною по суші.

## Розташування
Міст розташований за 3 км на північний схід від міста Ояпокі в штаті Амапа (Бразилія) та за 2 км на південний захід від міста Сен-Жорж у заморському департаменті Гвіана (Франція). З боку Бразилії до мосту підходить шосе BR-156, з боку Французької Гвіани — шосе RN2.

## Історія

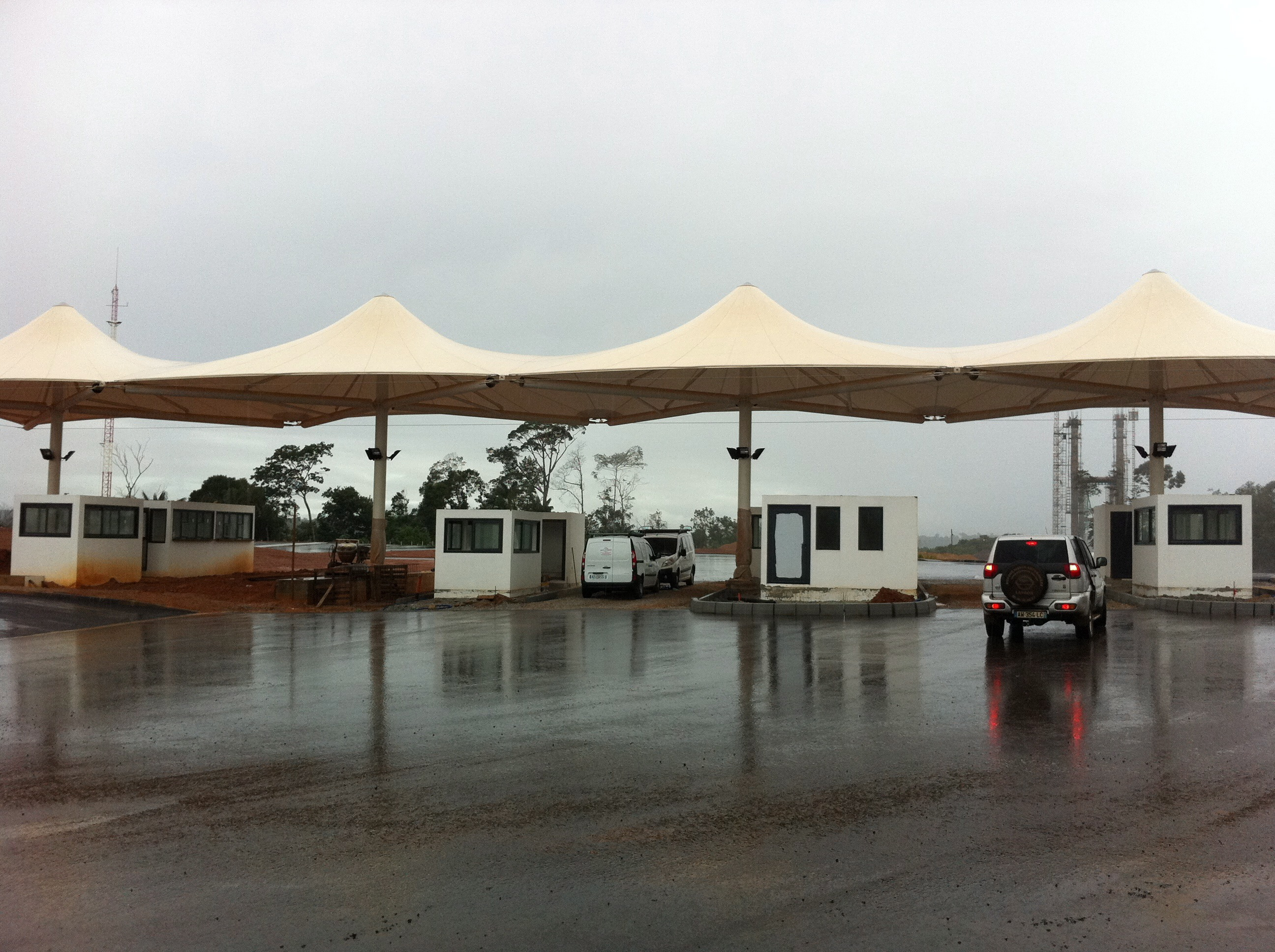
Прикордонний пункт на мості через Ояпок

1997 року за ініціативою Жуана Капіберібе, тодішнього губернатора штату Амапа, президенти Бразилії і Франції, Фернандо Енріке Кардозо і Жак Ширак підписали угоду про будівництво моста між двома країнами через річку Ояпок. Того ж року підписано угоду про співробітництво між заморським департаментом Гвіана і штатом Амапа. Попередні дослідження перед початком будівництва мосту проведено на початку 2000 року. Під час візиту 2005 року до Франції президент Луїз Інасіо Лула да Сілва представив проєкт, ратифікований парламентами Франції і Бразилії в 2006 і 2007 роках. У квітні 2009 року роботу довірено компанії EGESA-CMT. В липні 2009 року розпочалися підготовчі роботи, а в листопаді того ж року — будівництво мосту.
Паралельно з будівництвом мосту в Бразилії проклали Національне шосе BR-156 від Ояпокі до Макапа. Однак виникли проблеми з постачанням будівельних матеріалів і розбіжності з приводу демаркації кордону. З цих причин термін завершення будівельних робіт, спочатку запланований на грудень 2010 року, довелося перенести. У березні 2011 року, як і раніше, не вистачало 100-кілометрової ділянки між Калсуені і місцем приблизно за 70 км на південь від Ояпокі.
У квітні 2011 року після угоди між Францією і Бразилією було оголошено, що громадяни, які проживають у прикордонних містах Сен-Жорж і Ояпокі, можуть без віз перетинати кордон, якщо цього вимагають будівельні роботи.
У серпні 2011 року всі роботи з будівництва мосту завершено. Однак через проблеми з будівництвом під'їзної дороги до мосту з боку Бразилії та візовими питаннями урочисте відкриття мосту відбулося тільки 18 березня 2017 року в присутності префекта Французької Гвіани Мартіна Єгера і губернатора Амапи Вальдеса Гоеса.

## Конструкція
Міст вантовий двопілонний. Схема розбивки на прольоти: 66,50 м + 245 м + 66,50 м. Пілони заввишки 83 м з монолітного залізобетону. Загальна довжина моста становить 378 м. Висота конструкції над рівнем води становить 15 м. Міст призначений для руху автотранспорту і пішоходів. Проїзна частина мосту має 2 смуги для руху автотранспорту шириною по 3,5 м.